# Fernando Muteka
Fernando Faustino Muteka ist ein angolanischer Politiker der Movimento Popular de Libertação de Angola (MPLA).

## Leben
Fernando Faustino Muteka übernahm nach der Unabhängigkeit Angolas von Portugal am 11. November 1975 zwischen 1976 und 1977 den Posten als Kommissar der Provinz Bié. 1978 wurde er als Nachfolger von Manuel Pedro Pacavira Minister für Transport und Telekommunikation (Ministro dos Transportes e Telecomunicações) in der Regierung von Präsident von Angola Agostinho Neto beziehungsweise nach dessen Tode am 10. September 1979 ab dem 21. September 1979 von dessen Nachfolger José Eduardo dos Santos. Er bekleidete dieses Ministeramt bis 1984, woraufhin Manuel Bernardo de Sousa seine Nachfolge antrat.
Nachdem Muteka zwischen 1984 und 1987 Kommissar der Provinz Namibe war, übernahm er zwischen 1987 und 1991 in der Regierung von Staatspräsident dos Santos das Amt des Landwirtschaftsministers (Ministro da Agricultura). 1991 wurde er im Kabinett von Premierminister Fernando José de França Dias Van Dúnem das Amt des Staatssekretärs für Kaffeeproduktion (Secretário de Estado para o café) und hatte dieses zwischen 1992 und 1993 auch im Kabinett von dessen Nachfolger Marcolino Moco inne. Im Anschluss fungierte er zwischen 1993 und 1996 als Chefunterhändler der Regierungsdelegation bei den Verhandlungen zum Lusaka-Protokoll, das am 20. November 1994 von der Regierung Angolas und den Vertretern der UNITA-Soldaten in Lusaka im benachbarten Sambia unterzeichnet wurde und den Friedensvertrag zwischen der Regierung und der UNITA regelt, insbesondere im Hinblick auf die Lösung der verbliebenen offenen militärischen Fragen. Im zweiten Kabinett von Premierminister Fernando José de França Dias Van Dúnem bekleidete er anschließend von 1996 und 1997 erst das Amt als Minister ohne Geschäftsbereich (Ministro sem Pasta). Danach wurde er in dessen Kabinett 1997 Minister für Territorialverwaltung (Ministro da Administração do Território) und übte dieses Amt auch in der Regierung von Staatspräsident dos Santos (1999 bis 2002) sowie von Premierminister Fernando da Piedade Dias dos Santos (2002 bis 2008) bis 2005 aus.
Danach fungierte Fernando Faustino Muteka zwischen 2005 und 2009 als Sekretär des Zentralkomitees (ZK) der Movimento Popular de Libertação de Angola (MPLA) für Mobilisierung. Im Anschluss war er von 2009 bis 2014 Gouverneur der Provinz Huambo und wurde 2015 Berater von Staatspräsident José Eduardo dos Santos. Bei der Wahl vom 23. August 2017 wurde er auf der Landesliste der Movimento Popular de Libertação de Angola (MPLA) zum Mitglied der Nationalversammlung (Assembleia Nacional) gewählt. Seit dem 28. September 2017 ist er dort Mitglied der 2. Parlamentskommission (2.ª Comissão: Defesa, Segurança, Ordem Interna, Antigos Combatentes e Veteranos da Pátria), die für Verteidigung, Sicherheit, innere Ordnung, ehemalige Kämpfer und Veteranen des Vaterlandes zuständig ist.
Fernando Muteka ist ferner Mitglied des Zentralkomitees der MPLA.